# Cerna (Tulcea)
Cerna es una comuna ubicada en el distrito de Tulcea, Rumania.

## Superficie
Posee una superficie de 221,7 kilómetros cuadrados.

## Demografía
Hasta 2021 la población era de 3051 habitantes, con una densidad de población de 13,76 habitantes por kilómetro cuadrado.